# Гостинг (відносини)
Гостинг (від англ. ghosting; ghost: — привид) — різке припинення будь-яких стосунків без попередження і пояснення можливих на те причин, з подальшим ігноруванням будь-яких контактів, які спрямовані на встановлення зв'язку з особою. Активне зростання популярності застосування терміна в різних сферах припадає на 2010-і роки. Перше офіційне трактування поняття відбулося 2015 року словником Collins English Dictionary.

## Види гостингу

### Гостинг у стосунках
Гостинг є одним із способів припинення романтичних або дружніх стосунків між людьми. Цей феномен здобув особливу популярність завдяки широкому використанню сучасних технологій (текстинг, онлайн-знайомства, соціальні мережі та ін.). Крім відмови від особистих зустрічей і спілкування, під час гостингу існує можливість припинити взаємодію за допомогою блокування іншого в соціальних мережах та ігнорування будь-яких спроб вийти на зв'язок. Також сьогодні можливі знайомства без наявності соціальних зв'язків між партнерами, через яких у разі потреби можна було б знайти людину в подальшому, що і спрощує процес гостингу.
Гостинг є найболючішим способом припинення стосунків. Вважається, що відчуття відторгнення для відкинутого зачіпають ті ж частини мозку, що й фізичний біль. Емоційно людина може зіткнутися з почуттями невизначеності, розгубленості, тривожності, відбувається різке зниження рівня самооцінки і т. ін.
Причинами для гостингу як стратегії для розставання, можуть стати:
- Страх емоційного дискомфорту в цілому;

- Небажання пояснювати свою поведінку;

- Страх зіткнутися з неправильною реакцією у партнера при розставанні;

- Загальна тенденція до втрати почуття емпатії[5].

### Трудовий гостинг
Поняття «гостинг» зустрічається також й у сфері HR. Гостинг може проявитися на будь-якому етапі роботи: від початкової співбесіди під час прийому на посаду до припинення взаємодії з роботодавцем при виконанні конкретного завдання.
Гостинг може використовуватися як співробітником, так і від роботодавцем. Існує безліч факторів, від яких залежить імовірність його прояву. До них належать:
- Характеристики місця роботи, що може зіткнутися з гостингом співробітників: регіон перебування компанії, спеціалізація, умови роботи, репутація організації[7] та ін.;

- Характеристики кандидата або вже працевлаштованого співробітника, що здійснює гостинг: вік, освіта, унікальність навичок, психологічні проблеми в сім'ї або в робочому колективі, наявність шкідливих звичок або залежностей[8] та ін.;

- Характеристики роботодавця, який вдається до гостингу на етапі прийому на роботу: переслідування мети оцінити ситуацію на ринку й кандидатів шляхом розміщення «мертвих» вакансій[9], наявність величезної кількості потенційних співробітників[10] та ін.

- Характеристики роботодавця, який вдається до гостингу для припинення робочих відносин з уже влаштованим співробітником: непрофесіоналізм, безвідповідальність та ін.

## Критика
Існує позиція, яка спростовує факт того, що «гостинг» є новим явищем. Люди цілеспрямовано «зникали» до появи сучасних технологій, і, тим більше, не тільки мілленіалам властива ця модель поведінки. Головною причиною появи терміну стало різке зростання використання цієї стратегії для припинення романтичних стосунків після 2010-х років, а також широкий розголос будь-яких проявів гостингу серед відомих особистостей.

## Гостинг у культурі
Жертвами гостингу неодноразово ставали медійні особистості, які згодом присвячували свою творчість цій темі. Прикладами є такі виконавці, як Florence + the Machine («Big God»), Кеті Перрі («Ghost»), Шон Мендес («Where Were You in the Morning?») та ін.